# ادواردو فرانسیسکو دی سیلوا نیتو
ادواردو فرانسیسکو دی سیلوا نیتو (به پرتغالی: Eduardo Francisco de Silva Neto) مهاجم اهل برزیل است که در شهر ریودو ژانیرو و در تاریخ ۲ فوریهٔ ۱۹۸۰ به دنیا آمده‌است.
ادواردو فرانسیسکو دی سیلوا نیتو در تیم‌های فوتبال Vitória سابقهٔ حضور دارد.